# Iraíon (ort i Grekland, Nordegeiska öarna)
Iraíon (Iraion, Heraion) är en ort i Grekland.   Den ligger i prefekturen Nomós Sámou och regionen Nordegeiska öarna, i den östra delen av landet, 280 km öster om huvudstaden Aten. Iraíon ligger 8 meter över havet och antalet invånare är 849.
Terrängen runt Iraíon är huvudsakligen kuperad, men österut är den platt. Havet är nära Iraíon åt sydost.  Närmaste större samhälle är Mytilinioí, 7,4 km norr om Iraíon. 